# Tennantita-(Cd)
La tennantita-(Cd) és un mineral de la classe dels sulfurs que pertany al subgrup de la tennantita.

## Característiques
La tennantita-(Cd) és una sulfosal de fórmula química Cu₆(Cu₄Cd₂)As₄S₁₂S. Va ser aprovada com a espècie vàlida per l'Associació Mineralògica Internacional l'any 2022, sent publicada l'any 2022. Cristal·litza en el sistema isomètric.
Les mostres que van servir per a determinar l'espècie, el que es coneix com a material tipus, es troben conservades a les col·leccions del Museu Mineralògic Fersmann, de l'Acadèmia de Ciències de Rússia, a Moscou (Rússia), amb el número de registre: 5755/1, i al departament de mineralogia i petrologia del Museu Nacional de Praga, a la República Txeca, amb el número de catàleg: p1p 47/2021.

## Formació i jaciments
Va ser descoberta al districte miner de Berenguela, a la província de Pacajes (La Paz, Bolívia). Aquest indret és l'únic a tot el planeta on ha estat descrita aquesta espècie mineral.